# ال کونسکو
ال کونسکو (به اسپانیایی: El Consejo) یک شهر در ونزوئلا است که در ایالت آراگوآ واقع شده‌است. ال کونسکو ۴۱٬۷۴۸ نفر جمعیت دارد و ۵۳۴ متر بالاتر از سطح دریا واقع شده‌است.